# Coenochilus sumatranus
Coenochilus sumatranus är en skalbaggsart som beskrevs av John Obadiah Westwood 1883. Coenochilus sumatranus ingår i släktet Coenochilus och familjen Cetoniidae. Inga underarter finns listade i Catalogue of Life.